# Centranthus trinervis
Centranthus trinervis là một loài thực vật có hoa trong họ Kim ngân. Loài này được (Viv.) Bég. mô tả khoa học đầu tiên năm 1903.